# 石俊
石俊（1982年10月9日—），中国足球运动员，辽宁大连人。司职前鋒，曾入选中国国家足球队，现在效力中乙联赛球队青海森科。
石俊5岁起学球，其职业生涯开始于2000年，当年他加盟了云南红塔足球俱乐部，后随队并入重庆力帆足球俱乐部。2005年石俊转入瑞超的年青人体育俱乐部，2007年年底被年轻人队租借到卢泽恩。
2008年5月，石俊决定返回中国踢球。他加盟成都谢菲联队，并签下了一份三年的合同。2011年二次转会期间，石俊与成都谢菲联解除合同选择加盟乙级联赛球队都江堰欣宝。加盟球队后，石俊曾在乙级联赛连续三轮打进了11个入球，其中包括在8月21日四川都江堰欣宝7比0击败湖北青年的比赛中个人独进6球。他在2011赛季半个赛季即取得13个进球，获得该赛季中乙联赛的最佳射手。
2012年2月，石俊加盟中国足球甲级联赛升班马哈尔滨毅腾，但是石俊却没有得到太多机会，2012年中甲联赛前四轮，仅代表哈尔滨毅腾打了30分钟比赛。2012年4月，石俊租借加盟中国足球乙级联赛新军青海森科，并在2013年1月正式转会加盟青海森科。